# UTC+7:20
UTC+7:20 е лятно часово време използвано в Сингапур от 1933 до 1940 година.